# Giancarlo Gutierrez
Giancarlo Gutierrez (Cagliari, Reino de Italia; 11 de julio de 1932 – 28 de mayo de 2025) fue un jinete italiano.

## Carrera
Participó en dos eventos de los Deportes ecuestres en los Juegos Olímpicos de Melbourne 1956, en el concurso completo individual finalizó en el puesto 20 entre 56 participantes; y en el concurso completo por equipos finalizó en décimo lugar entre 18 equipos junto a Giuseppe Molinari y Adriano Capuzzo, y en ambos eventos su caballo fue Wiston.